# Poljane (Obrenovac)
Poljane es un pueblo ubicado en el municipio de Obrenovac, en Belgrado, Serbia.

## Superficie
Posee una superficie de 10,68 kilómetros cuadrados.

## Demografía
Hasta 2022 la población era de 313 habitantes, con una densidad de población de 29,31 habitantes por kilómetro cuadrado.